# Tjede Peckes
Tjede Peckes, född 1500, död 1517, var en frisisk hjältinna. Hon blev känd i den frisiska historien som 'Nordens Jeanne d'Arc'. 
Hon var från Wursten och medlem i ett lokalt sällskap av kvinnor som hade avlagt löften att leva som jungfrur. Vid det lokala styrets strid mot Bremens överhöghet 1517, deltog hon i strid som fanbärare och dödades i fält av en legosoldat. 